# Johan Le Bon
Johan Le Bon (Lannion, 3 de outubro de 1990) é um ciclista francês membro da equipa Dinan Sport Cycling desde março de 2021. Foi campeão do mundo em estrada em categoria juniors em 2008.

## Palmarés
- 2009
  - Coupe des Nations Ville Saguenay

- 2010
  - 1 etapa da Coupe des Nations Ville Saguenay
  - Kreiz Breizh Elites, mais 1 etapa

- 2012
  - 1 etapa do Tour de Thuringe

- 2013
  - 3.º no Campeonato da França Contrarrelógio

- 2015
  - 1 etapa dos Boucles de la Mayenne
  - 1 etapa do Eneco Tour

- 2017
  - 2 etapas dos Boucles de la Mayenne
  - 1 etapa do Tour de l'Ain[3]

- 2020
  - Malaysian International Classic Race

- 2021
  - 1 etapa da Kreiz Breizh Elites

## Resultados em Grandes Voltas
| Corrida | Corrida         | 2009 | 2010 | 2011 | 2012 | 2013  | 2014 | 2015 | 2016 | 2017 | 2018 | 2019 | 2020 |
| ------- | --------------- | ---- | ---- | ---- | ---- | ----- | ---- | ---- | ---- | ---- | ---- | ---- | ---- |
|         | Giro d'Italia   | —    | —    | —    | —    | 115.º | 89.º | —    | —    | —    | —    | —    | —    |
|         | Tour de France  | —    | —    | —    | —    | —     | —    | —    | —    | —    | —    | —    | —    |
|         | Volta a Espanha | —    | —    | —    | —    | —     | 79.º | —    | Ab.  | Ab.  | —    | —    | —    |

—: não participa

Ab.: abandono